# Squadra venezuelana di Fed Cup
La squadra venezuelana di Fed Cup rappresenta il Venezuela nella Fed Cup, ed è posta sotto l'egida della Federación Venezolana de Tenis..
Essa partecipa alla competizione dal 1984, e ad oggi il suo miglior risultato, se si esclude l'unica volta in cui è stata inclusa nel tabellone principale quando il Gruppo Mondiale ancora non esisteva, sono gli spareggi per la qualificazione al Gruppo Mondiale ottenuti nel 1998 e nel 2001.

## Risultati
| = Incontro del Gruppo Mondiale |

### 2010-2019
| Anno | Turno                         | Data             | Sede                  | Avversario       | Punteggio        | Esito            |
| ---- | ----------------------------- | ---------------- | --------------------- | ---------------- | ---------------- | ---------------- |
| 2010 | Non partecipante              | Non partecipante | Non partecipante      | Non partecipante | Non partecipante | Non partecipante |
| 2011 | Gruppo II, Fase a gironi      | 16 maggio        | Santo Domingo (DOM)   | Bahamas          | 3 – 0            | Vittoria         |
| 2011 | Gruppo II, Fase a gironi      | 17 maggio        | Santo Domingo (DOM)   | Ecuador          | 3 – 0            | Vittoria         |
| 2011 | Gruppo II, Fase a gironi      | 18 maggio        | Santo Domingo (DOM)   | Costa Rica       | 3 – 0            | Vittoria         |
| 2011 | Gruppo II, Fase a gironi      | 19 maggio        | Santo Domingo (DOM)   | Panama           | 3 – 0            | Vittoria         |
| 2011 | Gruppo II, Playoff promozione | 21 maggio        | Santo Domingo (DOM)   | Uruguay          | 2 – 0            | Vittoria         |
| 2012 | Gruppo I, Fase a gironi       | 30 gennaio       | Curitiba (BRA)        | Colombia         | 0 – 3            | Sconfitta        |
| 2012 | Gruppo I, Fase a gironi       | 1º febbraio      | Curitiba (BRA)        | Brasile          | 1 – 2            | Sconfitta        |
| 2012 | Gruppo I, Fase a gironi       | 2 febbraio       | Curitiba (BRA)        | Paraguay         | 1 – 2            | Sconfitta        |
| 2012 | Gruppo I, Fase a gironi       | 3 febbraio       | Curitiba (BRA)        | Bolivia          | 3 – 0            | Vittoria         |
| 2012 | Gruppo I, Play-out            | 4 febbraio       | Curitiba (BRA)        | Bahamas          | 2 – 0            | Vittoria         |
| 2013 | Gruppo I, Fase a gironi       | 6 febbraio       | Medellín (COL)        | Colombia         | 0 – 3            | Sconfitta        |
| 2013 | Gruppo I, Fase a gironi       | 7 febbraio       | Medellín (COL)        | Canada           | 0 – 3            | Sconfitta        |
| 2013 | Gruppo I, Fase a gironi       | 8 febbraio       | Medellín (COL)        | Perù             | 2 – 1            | Vittoria         |
| 2013 | Gruppo I, Play-out            | 9 febbraio       | Medellín (COL)        | Cile             | 2 – 1            | Vittoria         |
| 2014 | Gruppo I, Fase a gironi       | 5 febbraio       | Lambaré (PRY)         | Messico          | 2 – 1            | Vittoria         |
| 2014 | Gruppo I, Fase a gironi       | 7 febbraio       | Lambaré (PRY)         | Paraguay         | 0 – 2            | Sconfitta        |
| 2014 | Gruppo I, Play-out            | 8 febbraio       | Lambaré (PRY)         | Bahamas          | 2 – 0            | Vittoria         |
| 2015 | Gruppo I, Fase a gironi       | 4 febbraio       | San Luis Potosí (MEX) | Messico          | 0 – 3            | Sconfitta        |
| 2015 | Gruppo I, Fase a gironi       | 5 febbraio       | San Luis Potosí (MEX) | Bolivia          | 1 – 2            | Sconfitta        |
| 2015 | Gruppo I, Fase a gironi       | 6 febbraio       | San Luis Potosí (MEX) | Paraguay         | 0 – 3            | Sconfitta        |
| 2015 | Gruppo I, Play-out            | 7 febbraio       | San Luis Potosí (MEX) | Colombia         | 0 – 2            | Sconfitta        |